# Kotch le papy sitter

Kotch le papy sitter (Kotch) est un film américain réalisé par Jack Lemmon, sorti en 1971.

## Synopsis
Joseph P. Kotcher un veuf de 72 ans vit chez ses enfants et leur rend la vie impossible. À la suite d'une dispute, Kotch quitte le domicile familial et fait l'expérience de vivre seul.

## Fiche technique
- Titre Français : Kotch le papy sitter
- Titre original : Kotch
- Réalisation : Jack Lemmon
- Montage : Ralph E. Winters
- Pays d'origine : États-Unis
- Genre : Comédie dramatique
- Durée : 113 minutes
- Date de sortie : 1971
- Date de sortie française : 9 mars 1994 en VHS "toujours inédit en DVD en France"

## Distribution
- Walter Matthau : Joseph P. Kotcher
- Deborah Winters : Erica Herzenstiel
- Felicia Farr : Wilma Kotcher
- Charles Aidman : Gerald Kotcher
- Ellen Geer : Vera Kotcher
- Donald Kowalski / Dean Kowalski : Duncan Kotcher
- Kim Hamilton : Emma Daly
- Jack Lemmon : Le passager du bus qui dort
- Jane Connell : Mlle Roberts
- Penny Santon : Mme Segura

## Autour du film
- Kotch est interprété par Walter Matthau, dirigé par son ami Jack Lemmon qui joua avec lui dans 8 films.
- Jack Lemmon fait une apparition non créditée de 6 secondes (à 44 min 40 secondes du film), il joue un passager moustachu a lunette avec chapeau dans un bus il dort à côté de Walter Matthau qui lui parle en regardant le paysage à travers la vitre du bus.